# Смит, Алан (футболист, 1980)
А́лан Смит (англ. Alan Smith; родился 28 октября 1980 года, Ротуэлл, Англия) — английский футболист. Выступал за сборную Англии.

## Карьера

### Начало
Будучи мальчиком, Алан Смит был записан родителями в детскую футбольную школу Ротуэлла, где уже занимался его старший брат Гэвин. Малыш произвел впечатление на тренера и был переведен в юниорскую команду, которая с приходом Алана трижды выиграла свою Лигу и трижды взяла кубок. А Смит забил 92 мяча в одном сезоне.
Боссы «Лидс Юнайтед» взяли команду на карандаш. Алан стоял в списке одним из первых. И в течение нескольких последующих лет ходил в учебный лагерь большого «Лидса».
В 14 лет Смит получил свою первую серьёзную травму — перелом лодыжки. «Лидс Юнайтед» оказывал всяческую поддержку парню, и Смит отблагодарил свою команду уже в 16 лет. Впервые за дубль своего клуба Алан вышел на поле под Рождество против второго состава «Манчестер Юнайтед». Матч закончился вничью. А уже в следующей игре против «Дерби» Смит забил свой первый гол и получил первую красную карточку.

### «Лидс Юнайтед»
Тренер «Лидса» Дэвид О’Лири решил, что пора привлекать юного футболиста к играм за первую команду, и в 1998 году 18-летний Смит дебютирует в матче английской Премьер-лиги против «Ливерпуля» на «Энфилде». Алан вышел на замену и первым же касанием забил гол. Этот гол помог ему закрепиться в основном составе. В первом же сезоне 1998-99 О’Лири отдает предпочтение в стартовом составе Смиту, где он составил атакующий тандем с Джимми Флойдом Хэсселбэйнком. Смит продолжал прогрессировать, также как и «Лидс». В 2001 году он показал свой класс, забив в матчах Лиги чемпионов УЕФА 7 голов, когда команда дошла до полуфинала, уступив «Валенсии». В следующем сезоне О’Лири пробовал использовать Смита в качестве центрального полузащитника.
2001 год также запомнился тем, что Смит был привлечен в состав национальной сборной Англии. Поиграв за молодёжную команду, Алан, наконец, дебютировал за первую сборную в мае 2001. Однако в окончательную заявку на чемпионат мира ФИФА 2002 года он не попал, и продолжил выступать за молодёжную команду.
14 ноября 2002 года в рамках розыгрыша кубка УЕФА «Лидс» приехал в Тель-Авив в гости к местному «Хапоэлю». Английский клуб разгромил израильтян со счетом 5:1, а Смит отметился четырьмя голами. Герой родного города для болельщиков «Лидс Юнайтед», Смит два сезона подряд в 2003 и 2004 годах был признан ими как игрок года. Это случилось впервые в истории клуба. Игрок, заслуживший репутацию «плохого парня», часто играющий грубо, периодически получающий красные карточки. Он не забивал много голов, но его готовность играть любую роль на поле, и его неустанные усилия к спасению «белых» от вылета очень ценились болельщиками.
Неудачные финансовые операции загнали команду в долги. Началась неизбежная распродажа лучших игроков. К концу сезона 2003—2004 стало ясно, что «Лидс» покидает элитное общество английских команд. Смит держался дольше многих других. Он провел в команде 6 сезонов. Однако был продан в стан конкурентов, в «Манчестер Юнайтед». В течение дня Алан из героя превратился в злодея в глазах многих болельщиков. Это произошло даже несмотря на публичные заявления клуба о том, что он не может позволить себе платить прежнюю заработную плату Смита и что футболист был выставлен на трансфер и единственный клуб, готовый заплатить реальную сумму — это МЮ. «Эвертон» и «Ньюкасл» готовы были приобрести нападающего только в рассрочку. Из-за финансовых затруднений «Лидса», Смит отказался от своей личной суммы трансфера, которую ему должен был клуб. Но это не мешало некоторым болельщикам Лидса чувствовать себя преданными.

### «Манчестер Юнайтед»
В мае 2004 года, после вылета «Лидса» из Премьер-лиги, Алан Смит заключил контракт с «Манчестер Юнайтед». Сумма трансфера составила 7 млн фунтов стерлингов. В «МЮ» Алан Смит сразу же закрепился в основном составе, но впоследствии уступил постоянное место в основе Уэйну Руни и Руду ван Нистелрою. После ухода из команды Роя Кина тренер манкунианцев Алекс Фергюсон перевёл Алана Смита из линии нападения в полузащиту.
18 февраля 2006 года в матче Кубка Англии против «Ливерпуля» Алан Смит вышел на замену на последних минутах матча. Пытаясь блокировать штрафной удар, нанесенный Йоном Арне Риисе, он неудачно упал и получил тяжелейший перелом ноги. Завоёванный в состоявшемся через неделю матче Кубок Лиги игроки «Манчестер Юнайтед» посвятили своему травмированному товарищу Алану Смиту. Лечение травмы прошло успешно, однако после долгого периода восстановления Смит так и не смог снова закрепиться в основном составе клуба и перед сезоном 2007—2008 перешёл в «Ньюкасл Юнайтед».

### «Ньюкасл Юнайтед»
2 августа 2007 года «Ньюкасл Юнайтед» подтвердил, что они согласовали с «Манчестер Юнайтед» плату за Смита в размере 6 миллионов фунтов. 3 августа был заключен личный контракт с новым клубом сроком на пять лет. Дебют в составе «сорок» состоялся в августовской товарищеской игре против Сампдории, в которой Алан и забил единственный и победный гол. В Премьер-лиге Смит дебютировал 11 августа в выездном матче против «Болтона». Однако, нападающий, изо всех сил пытаясь утвердиться в «Ньюкасле» в свой первый сезон, так и не смог забить больше ни одного гола.
Его прогрессу в следующем сезоне помешал усталостный перелом лодыжки, полученный во время предсезонной подготовки. Прошло больше полугода прежде, чем Смит восстановился и, набрав оптимальную форму, 22 февраля 2009 года вышел на замену в домашнем матче против «Эвертона». Несмотря на возвращение, Смит не смог помочь Ньюкаслу избежать вылета из Премьер-лиги. Пропустив единственный мяч в последнем туре от «Астон Виллы», клуб опустился в Чемпионшип. А Смит снова закончил сезон без забитых голов.
В следующем сезоне 2009—2010 Смит был назначен вице-капитаном команды. При отсутствии по различным причинам капитана Ники Батта, в течение сезона Смит выводил своих партнеров на поле. К этому времени Алан окончательно сменил своё игровое амплуа, заняв место опорного полузащитника. Теперь он больше занимался не забиванием голов, а защитой своих ворот. В этот раз травмы практически не дали себя знать, и Алан принял участие в 35 матчах чемпионского сезона, завершившегося триумфальным возвращением в премьер-лигу.
Сезон 2010-11 Смит начал в стартовом составе. Он неизменно выходил на поле в первых четырёх играх чемпионата. Но, с подписанием Шейка Тиоте и Хатема Бена Арфа, Алан потерял место в основе. Смит получил игровое время 22 сентября в матче Кубка Лиги, где Крис Хьютон дал возможность сыграть молодым игрокам и тем, кто не имел постоянной игровой практики. Матч закончился победой Ньюкасла со счетом 4-3, а Челси потерпел первое поражение в сезоне. Алан Смит по ходу сезона практически всегда был в заявке на игры, и был всегда готов выйти на замену. Из-за трехматчевой дисквалификации Шейка Тиоте, он вернулся в стартовый состав. Но 16 января в первом тайме матча с «Сандерлендом», Смит в очередной раз получил травму левой лодыжки и был вынужден покинуть поле. Как показало дальнейшее медицинское обследование, Алан выбыл из строя до конца сезона. Однако восстановление прошло быстрее чем ожидалось. В апреле Смит приступил к полноценным тренировкам и в итоге попал в заявку на два последних матча сезона. А в последнем (против «Вест Бромвича») даже принял участие, выйдя на замену вместо Левенкрандса на 70-й минуте игры.
7 июня 2011 Смит был уведомлен руководством «Ньюкасла», что клуб не нуждается в его услугах, и он вправе подыскивать себе новое место работы. Однако у футболиста имелся контракт, действующий ещё в течение года. Поэтому Смит перешёл в аренду до конца сезона в «МК Донс».

### «МК Донс»
После окончания контракта с «Ньюкасл Юнайтед» Смит решил присоединиться к «МК Донс» на договорной основе на 2 года. Смит также возглавил резервистов этой команды и участвовал в Тренировочном комплексе Aon, где работают его бывшие товарищи по «Манчестер Юнайтед»: Ники Батт, Райан Гиггз и Фил Невилл.

### «Ноттс Каунти»
20 мая 2014 года клуб третьего английского дивизиона «Ноттс Каунти» заключил однолетний контракт с Аланом Смитом. Смит помимо игры за команду также будет исполнять обязанности одного из тренеров.

### Сборная Англии
В 2001 году Алан Смит впервые получил приглашение в сборную Англии. 25 мая 2001 года он вышел на поле в матче против сборной Мексики, который англичане выиграли 4-0. Свой первый и последний гол за национальную команду Смит забил в матче со сборной Португалии в сентябре 2002 года, которая завершилась вничью.
Восстановившись после травмы, с лета 2007 года привлекается к играм сборной, участвовал в товарищеских матчах основной команды, а также в матче второй сборной Англии (England-B).

## Достижения
«Манчестер Юнайтед»
- Чемпион Англии: 2006/07

## Статистика выступлений
| Клуб              | Сезон            | Лига | Лига | Кубки | Кубки | Еврокубки | Еврокубки | Прочие | Прочие | Итого | Итого |
| Клуб              | Сезон            | Игры | Голы | Игры  | Голы  | Игры      | Голы      | Игры   | Голы   | Игры  | Голы  |
| ----------------- | ---------------- | ---- | ---- | ----- | ----- | --------- | --------- | ------ | ------ | ----- | ----- |
| Лидс Юнайтед      | 1998/99          | 22   | 7    | 4     | 2     | 0         | 0         | 0      | 0      | 26    | 9     |
| Лидс Юнайтед      | 1999/00          | 26   | 4    | 4     | 1     | 8         | 1         | 0      | 0      | 38    | 6     |
| Лидс Юнайтед      | 2000/01          | 33   | 11   | 3     | 0     | 16        | 7         | 0      | 0      | 52    | 18    |
| Лидс Юнайтед      | 2001/02          | 23   | 4    | 3     | 0     | 5         | 1         | 0      | 0      | 31    | 5     |
| Лидс Юнайтед      | 2002/03          | 33   | 3    | 4     | 1     | 6         | 5         | 0      | 0      | 43    | 9     |
| Лидс Юнайтед      | 2003/04          | 35   | 9    | 3     | 0     | 0         | 0         | 0      | 0      | 38    | 9     |
| Лидс Юнайтед      | Итого            | 172  | 38   | 21    | 4     | 35        | 14        | 0      | 0      | 228   | 56    |
| Манчестер Юнайтед | 2004/05          | 31   | 6    | 5     | 1     | 5         | 2         | 1      | 1      | 42    | 10    |
| Манчестер Юнайтед | 2005/06          | 21   | 1    | 4     | 0     | 8         | 0         | 0      | 0      | 33    | 1     |
| Манчестер Юнайтед | 2006/07          | 9    | 0    | 5     | 0     | 4         | 1         | 0      | 0      | 18    | 1     |
| Манчестер Юнайтед | Итого            | 61   | 7    | 14    | 1     | 17        | 3         | 1      | 1      | 93    | 12    |
| Ньюкасл Юнайтед   | 2007/08          | 33   | 0    | 4     | 0     | 0         | 0         | 0      | 0      | 37    | 0     |
| Ньюкасл Юнайтед   | 2008/09          | 6    | 0    | 0     | 0     | 0         | 0         | 0      | 0      | 6     | 0     |
| Ньюкасл Юнайтед   | 2009/10          | 32   | 0    | 3     | 0     | 0         | 0         | 0      | 0      | 35    | 0     |
| Ньюкасл Юнайтед   | 2010/11          | 11   | 0    | 3     | 0     | 0         | 0         | 0      | 0      | 14    | 0     |
| Ньюкасл Юнайтед   | Итого            | 82   | 0    | 10    | 0     | 0         | 0         | 0      | 0      | 92    | 0     |
| Всего за карьеру  | Всего за карьеру | 313  | 45   | 45    | 5     | 52        | 17        | 1      | 1      | 410   | 68    |

(откорректировано по состоянию на 27 июля 2011)